# Seleção de São Martinho (Países Baixos) de Futebol
A Seleção de São Martinho de Futebol representa São Martinho, a metade sul da ilha de São Martinho sob controle do Reino dos Países Baixos, nas competições de futebol. Por não ser membro da FIFA, São Martinho não disputa Copas do Mundo, mas pode disputar a Copa Ouro da CONCACAF, já que o time é filiado à confederação.